# Cogâlnic
Cogâlnic (tiếng Romania: Cogâlnic/Kogîlnic), tiếng Ukraina: Когильник/Кундук, đã Latinh hoá: Kohylnyk/Kunduk) là một sông dài 243 km tại Moldova và miền tây nam của Ukraina.

## Vị trí
Sông Cogâlnic khởi nguồn tại vùng đồi gần Tu viện Hâncu, thuộc huyện Nisporeni về phía tây thủ đô Chișinău của Moldova. Sông chảy theo hướng đông nam, qua các thành phố Hîncești, Cimișlia và Basarabeasca. Gần làng Basarabeaska, sông đi vào lãnh thổ của Ukraina, sau đó chảy trên vùng lịch sử Budjak, cụ thể là Artsyz và vùng đất thấp Prichernomorskoy của tỉnh Odesa. Cùng với sông Sarata, Cogâlnic chảy vào đầm phá Sasyk thuộc biển Đen, gần thành phố Tatarbunary.

## Đặc điểm
Sông Cogâlnic có chiều dài là 243 km (trong đó 125 km thuộc lãnh thổ Moldova và 118 km thuộc lãnh thổ Ukraina ) và diện tích lưu vực là 3.910 km² (trong đó 1.030 km² thuộc lãnh thổ Moldova và 2.880 km² thuộc lãnh thổ Ukraina). Lưu lượng dòng chảy trung bình của sông là 0,30 m³/s, mức tối đa tuyệt đối là 6,47 m³/s (1962) và mức tối thiểu tuyệt đối là 0,0006 m³/s (1964). Sông có nhiều nước vào mùa xuân và ít nước vào mùa hè.
Phần trên của lưu vực sông thuộc lãnh thổ Moldova, nửa phía dưới của lưu vực sông thuộc lãnh thổ Ukraina. Từ các dòng suối trong rừng Codri, sông chảy qua vùng đất thấp biển Đen. Vào những năm hạn, do lượng mưa thấp nên sông bắt đầu dần khô cạn. Sông không bao giờ cạn kiệt hoàn toàn, vì có nhiều suối chảy vào dọc dòng chảy của nó. Nước sông Cogâlnic cũng được sử dụng cho tưới tiêu.
Chiều rộng của sông thay đổi từ 1 đến 3 m, độ sâu 0,1-0,3 m, tốc độ của dòng chảy 0,1-0,3 m/s. Vào mùa nước lớn và mùa mưa, chiều rộng của sông có thể lên tới vài chục mét và độ sâu là 0,5-2,5 m. Chiều rộng của thung lũng sông là từ 300–500 m ở thượng lưu đến 5 km ở vùng lân cận của làng Staraya Bogdanovka.
Có 5 hồ chứa trên sông. Thung lũng sông nằm trên đất pha cát. Nước sông trong ở thượng nguồn, gần của sông thì nước sông có màu hơi vàng. Chênh lệch độ cao giữa đầu nguồn và cửa sông là 230 m.
Các phụ lưu chính bên tả ngạn là: Schinoasa (chảy gần làng Leipţig), Ceaga (chảy gần thị trấn Artsyz), Gealar (chảy gần làng Gnadental) và Cilighider (chảy gần làng Satu-Nou).
Sông Cogâlnic chảy qua nhiều địa điểm, bên bờ sông là các thành phố Hîncești, Cimișlia và Basarabeasca của Moldova, các thành phố Artsyz và Tatarbunary của tỉnh Odesa tại Ukraina.

## Lịch sử
Nguồn gốc tên gọi của sông còn khác nhau, theo một phiên bản thì nó đến từ tiếng Thổ Nhĩ Kỳ "kaganstvo", và theo một phiên bản khác là từ tiếng Thổ Nhĩ Kỳ "kegeln" (cỏ). Cũng có một sông khác  có tên là Kagulnuk КогальниК chảy vào biển Azov.
Năm 1678, tại đầu nguồn sông Cogâlnic tại Codri (55 km về phía đông là Chișinău), quý tộc Mihalcea Hâncu cho lập một tu viên mang họ của ông theo yêu cầu của con gái ông.
Trong công trình Descriptio Moldaviae (mô tả Moldavia), viết bằng tiếng Latin trong giai đoạn 1714-1716, học giả Dimitrie Cantemir mô tả sông như sau: "Cogâlnic thậm chí còn không có đầu nguồn riêng và chỉ có thể cho là một sông sau các cơn mưa mùa thu; vào mùa hè nó bị cạn và trông như cái hố, vì thế mà gia súc của dân Tatar Budjak rất hay bị chết khát.".
Nhà lịch sử và địa lý người Đức Johann Thunmann có viết mô tả trong tác phẩm từ thế kỷ 18 của ông:
Vào những tháng ấm, tại đây thiếu nước trầm trọng. Dù là sông lớn nhất trong vùng, nhưng Kogylnik khi đó khô cạn, và thường xảy ra cảnh vì thiếu nước mà gia súc của người Tatar chết khát. Vào mùa thu, khi mùa mưa bắt đầu, bỗng xuất hiện vô số dòng suối chảy qua vùng thấp. Tất cả các đầm lầy sau đó đầy những vũng nước. Nhằm khắc phục tình trạng thiếu nước vào mùa hè, phát hiện thấy giếng sâu được đào khắp nơi. Trong cộng đồng Tatar, giống như ở phương Đông, đào giếng trở thành một hành động tôn giáo và danh dự.